# Hylotelephium viridescens
Hylotelephium viridescens är en fetbladsväxtart som först beskrevs av Takenoshin Nakai, och fick sitt nu gällande namn av Hideaki Ohba. Hylotelephium viridescens ingår i släktet kärleksörter, och familjen fetbladsväxter. Inga underarter finns listade i Catalogue of Life.